# Patagonien

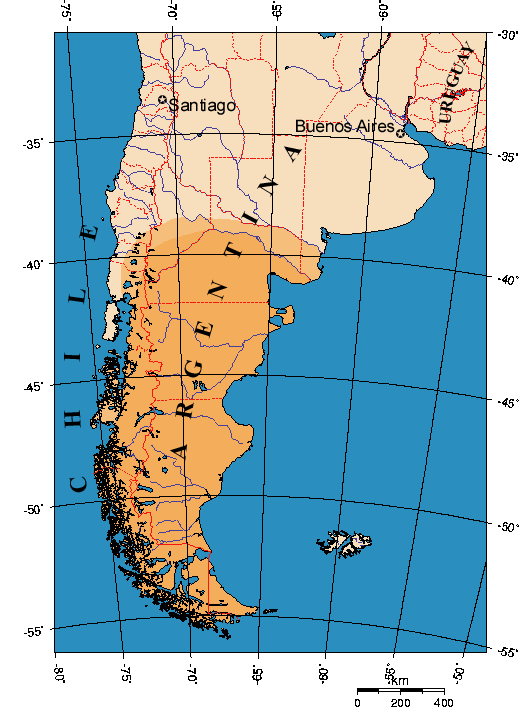
Patagonien.

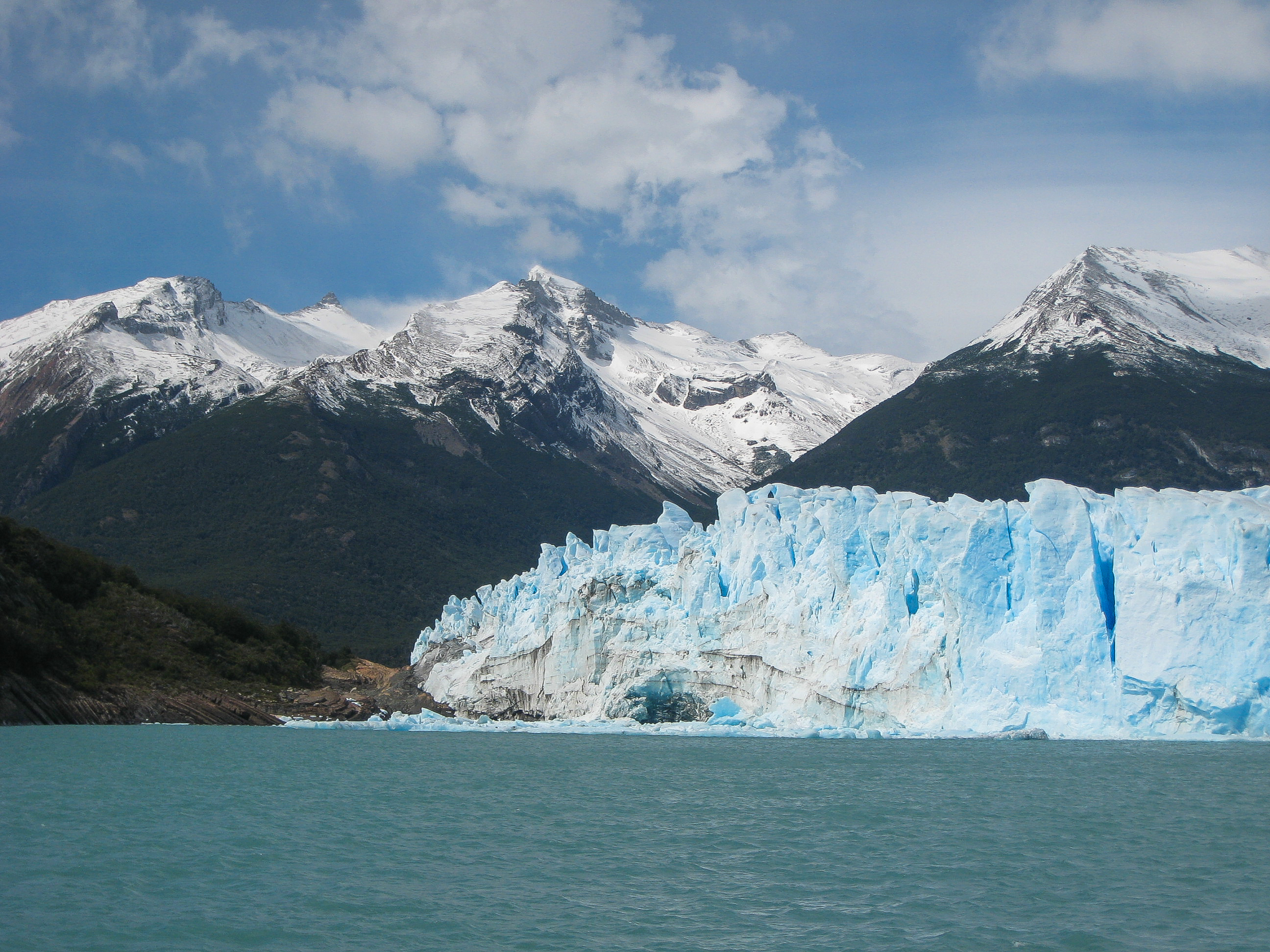
Perito Moreno-glaciären.

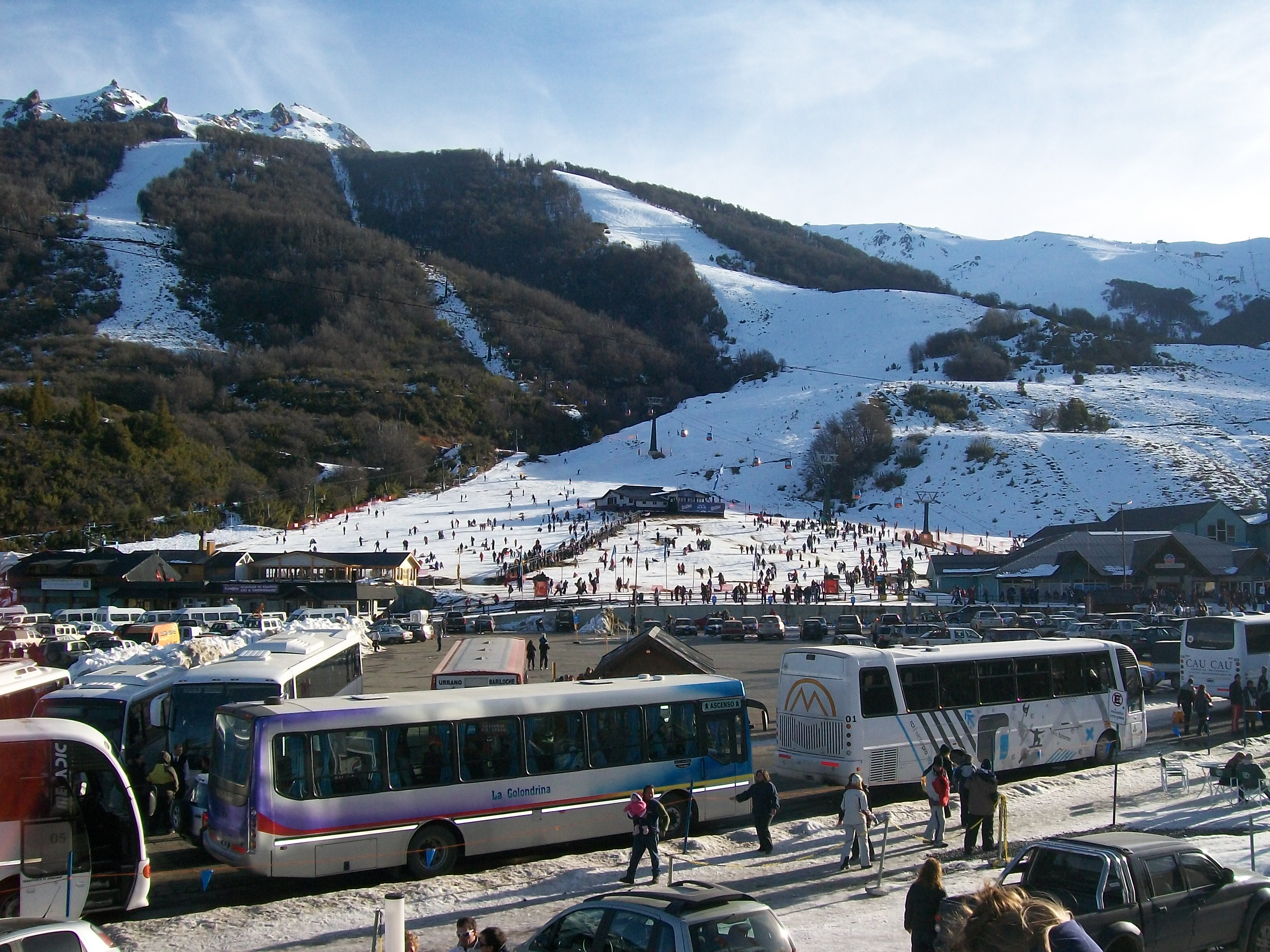
San Carlos de Bariloche.

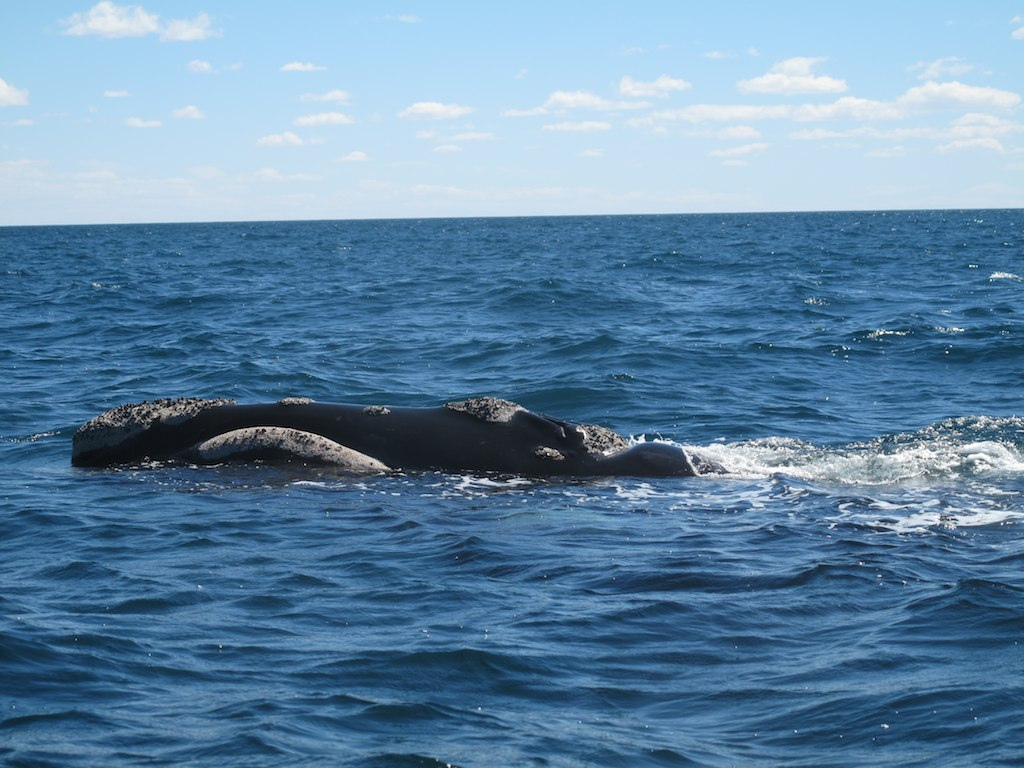
Val nära Valdeshalvön.

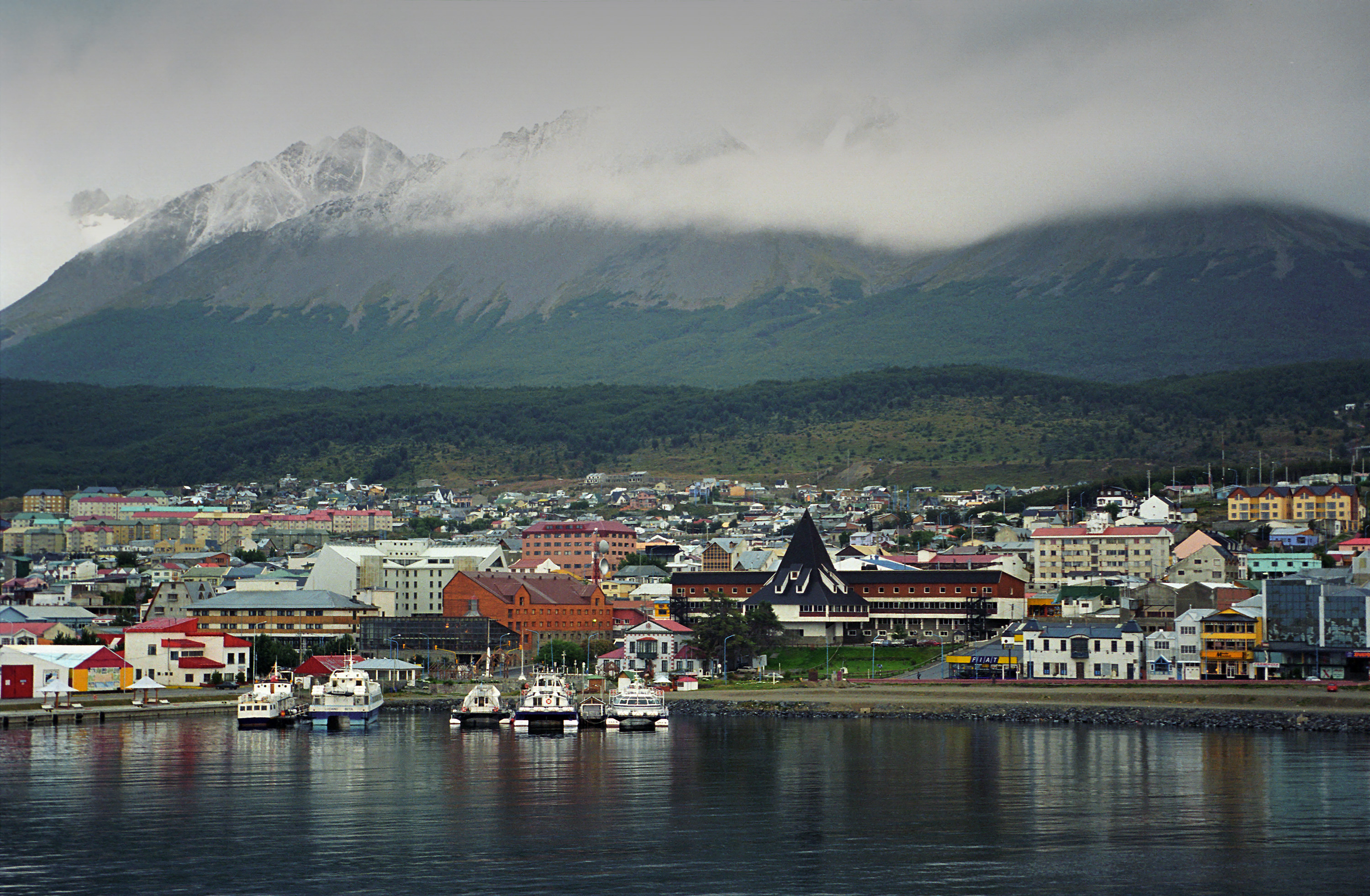
Ushuaia.

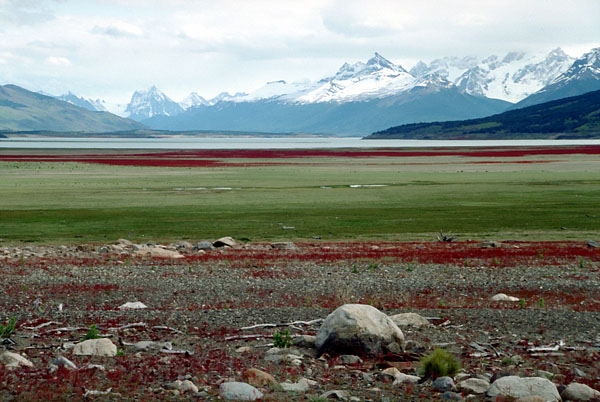
Patagonien nära staden El Calafate.

Patagonien är den sydligaste delen av Sydamerika och den begränsas i väster av Stilla havet, och öster av Atlanten och i norr av Pampas (gränsen är här obestämd, vanligen betraktas Rio Colorado och Bio-Bio som gräns).
Patagoniens areal beräknas till 850 000 kvadratkilometer, varav 730 000 kvadratkilometer ligger i Argentina och 120 000 kvadratkilometer i Chile. Den östra kusten har några svagt inskärande bukter, Golfo San Matias, Golfo San Jorge och Bahia Grande. Den består av 100 till 150 meter höga klippor av sandsten i nästan horisontella lager. De är täckta av yngre skikt och överst av istidsavlagringar som är 6 till 9 meter tjocka. I det inre är Patagonien en högplatå, som sakta sluttar mot kusten. Dess medelhöjd är 400 till 500 meter.

## Sjöar och vattendrag
Vid Andernas fot ligger en rad stora sjöar, bl. a. Lago Nahuel Huapi, Lago Buenos Aires, Lago O'Higgins, Lago Viedma och Lago Argentino. Från bergen flyter mot öster gränsfloden Colorado samt floderna Río Negro, Chubut, Deseado, Chico och Coig. Några floder slutar i avloppslösa saltsjöar. 
Vattendelaren mellan Stilla havet och Atlanten följer inte överallt Andernas högsta partier, utan ligger på flera ställen öster om den, så att några floder bryter sig fram genom bergen mot Stilla havet. Det ser ut, som om vattendelaren alltjämt förskjuts åt öster, genom att sjöar, som i historisk tid haft sitt avlopp åt öster, nu har sitt avlopp åt väster. Detta anses bero på den västra sidans stora nederbörd och brantare lutning. Det får till följd att floderna till Stilla havet genom sitt våldsammare lopp eroderar sina bäddar mycket hastigare än de floder som rinner åt öster och därigenom skär sig igenom bergen och så småningom kommer att avvattna områden, vilkas vattendrag förr flutit åt öster.

## Berggrund
Patagoniens fasta berggrund anses vara urberget där granit, gnejs och glimmerskiffer här och där kommer upp i dagen. De äldsta bekanta sedimenten, mörka hårda skiffrar och sandsten, lera och konglomerat, tillhör juran och kritan. Tertiära lager samt i synnerhet i södra och västra Patagonien basalt och överst istidsbildningar är de förhärskande geologiska formationerna.

## Temperatur
Temperaturen avtar från norr mot söder. På sommaren ligger Patagonien mellan isotermerna för 22 °C och 9 °C, på hösten och våren mellan 15 °C och 5 °C, på vintern mellan 9 °C och 0 °C. Årsmedeltemperaturen är i Bahia Blanca 15,3 °C, i Viedma (vid Rio Negro) 14,5 °C, i Rawson (vid Rio Chubut) 13,9 °C och i Punta Arenas vid Magellans sund 6,3 °C. Den varmaste månaden är januari och den kallaste juli. Nederbörden är ringa. Hela platålandet har bara 400 mm om året, kusten något mera (Bahia Blanca 490, Viedma 409, Rawson 317, Punta Arenas 400). Snö faller sällan vid kusten men är däremot rätt vanlig vid Andernas fot, där även regnmängden är större än i övriga delar av landet.

## Vegetation
Vegetationen är torftig och utgörs av kort gräs och magra buskväxter. Karakteristiska växtformer är Monttea aphylla och Plantago patagonica som är meterhöga buskar. Kaktéerna når sin sydliga gräns vid 50° sydlig bredd. Många resande har kallat det patagoniska höglandet för öken. Endast i floddalarna är vegetationen rikare. Mot väster, där i bergens närhet nederbörden är större övergår stäpp- eller ökenområdet i ett saftigt ängsland, med gles trädvegetation. Både i Anderna och södra Patagonien kan man träffa på en antarktisk flora.

## Fauna
Patagonien hade under tertiär- och den äldre kvartärtiden en rik fauna, delvis av egendomliga och jättestora former, vilka alla syns ha tillintetgjorts under istiden. Den nuvarande faunan är däremot fattig. Karakteristiska för landets fauna är bland däggdjuren guanakon, puman, maran (Dolichotis patagonica), vildkatten, rävar (flera arter), skunkarten Conepatus humboldtii, sydlig flodutter (Lontra provocax) och flera gnagare. Bland de mycket talrikare fåglarna finns nanduarten Rhea darwini, flamingor, kondoren, en trast (Mimus patagonicus), en långstjärtad grön papegojart (Conurus cyanolysius), en kolibri (Patagona gigas) och många vattenfåglar, i synnerhet havsfåglar vid södra kusten. Däremot är Patagonien rätt fattigt på fiskar, amfibier, kräldjur och insekter.